# Phyllanthus saffordii
Phyllanthus saffordii är en emblikaväxtart som beskrevs av Elmer Drew Merrill. Phyllanthus saffordii ingår i släktet Phyllanthus och familjen emblikaväxter. Inga underarter finns listade i Catalogue of Life.